# Ola Fagbemi
Ebenezar Olaoluwa „Ola“ Fagbemi (* 20. Oktober 1984) ist ein nigerianischer Badmintonspieler. 

## Karriere
Ola Fagbemi gewann 2002 die Kenya International und zwei Bronzemedaillen bei der Afrikameisterschaft. 2009 wurde er dreifacher Titelträger bei den Titelkämpfen des schwarzen Kontinents. 2010 reichte es noch einmal zu Gold und Silber.

## Sportliche Erfolge
| Saison | Veranstaltung           | Disziplin    | Platz | Name                           |
| ------ | ----------------------- | ------------ | ----- | ------------------------------ |
| 2002   | Kenya International     | Herreneinzel | 1     | Ola Fagbemi                    |
| 2002   | Afrikameisterschaft     | Herrendoppel | 3     | Edicha Ocholi / Ola Fagbemi    |
| 2002   | Afrikameisterschaft     | Herreneinzel | 3     | Ola Fagbemi                    |
| 2008   | Nigeria International   | Herrendoppel | 1     | Ola Fagbemi / Jinkan Ifraimu   |
| 2008   | Mauritius International | Herrendoppel | 1     | Jinkam Ifraimu / Oluwa Fagbemi |
| 2009   | Mauritius International | Mixed        | 1     | Ola Fagbemi / Grace Daniel     |
| 2009   | Afrikameisterschaft     | Mixed        | 1     | Ola Fagbemi / Grace Daniel     |
| 2009   | Afrikameisterschaft     | Herrendoppel | 1     | Jinkan Ifraimu / Ola Fagbemi   |
| 2009   | Afrikameisterschaft     | Herreneinzel | 1     | Ola Fagbemi                    |
| 2010   | Afrikameisterschaft     | Herrendoppel | 1     | Jinkan Ifraimu / Ola Fagbemi   |
| 2010   | Afrikameisterschaft     | Herreneinzel | 2     | Olaoluwa Fagbemi               |